# Augusto Bruna
Augusto Bruna Valenzuela (Santiago, 27 de julio de 1870-26 de junio de 1939) fue un ingeniero, empresario salitrero y político chileno. Ejerció como senador de la República entre 1915 y 1921.

## Biografía

### Juventud y empresario salitrero
Hijo de Adolfo Bruna y Carmen Valenzuela. Estudió en el Instituto Nacional y luego ingresó a la Facultad de Ciencias Físicas y Matemáticas de la Universidad de Chile, donde se tituló de ingeniero geógrafo el 1 de julio de 1889. Contrajo matrimonio con Camila Sampaio.
En 1894 se trasladó al norte de Chile, donde se dedicó a la minería del salitre y de metales. Fundó varias empresas dedicadas a ese rubro, entre ellas Bruna Sampaio y Cía., creada en 1905, que se dedicó a la importación de artículos y maquinarias para la industria salitrera.
Ejerció como presidente de la Compañía Chilena de Salitre, de la Compañía Minera Las Vacas, de la Compañía de Mina de Estaño de Colquiri, y de la Compañía Explotadora de Chañarcillo y Lomas Baya; vicepresidente de la Compañía de Minas de Cobre Gatico (1923); director de la Compañía Morococala, de la Sociedad Petrolífera Orión, de la Compañía de Seguros La Progreso, y de la Compañía de Seguros la Unión Nacional.

### Senador y actividades tras la crisis del salitre

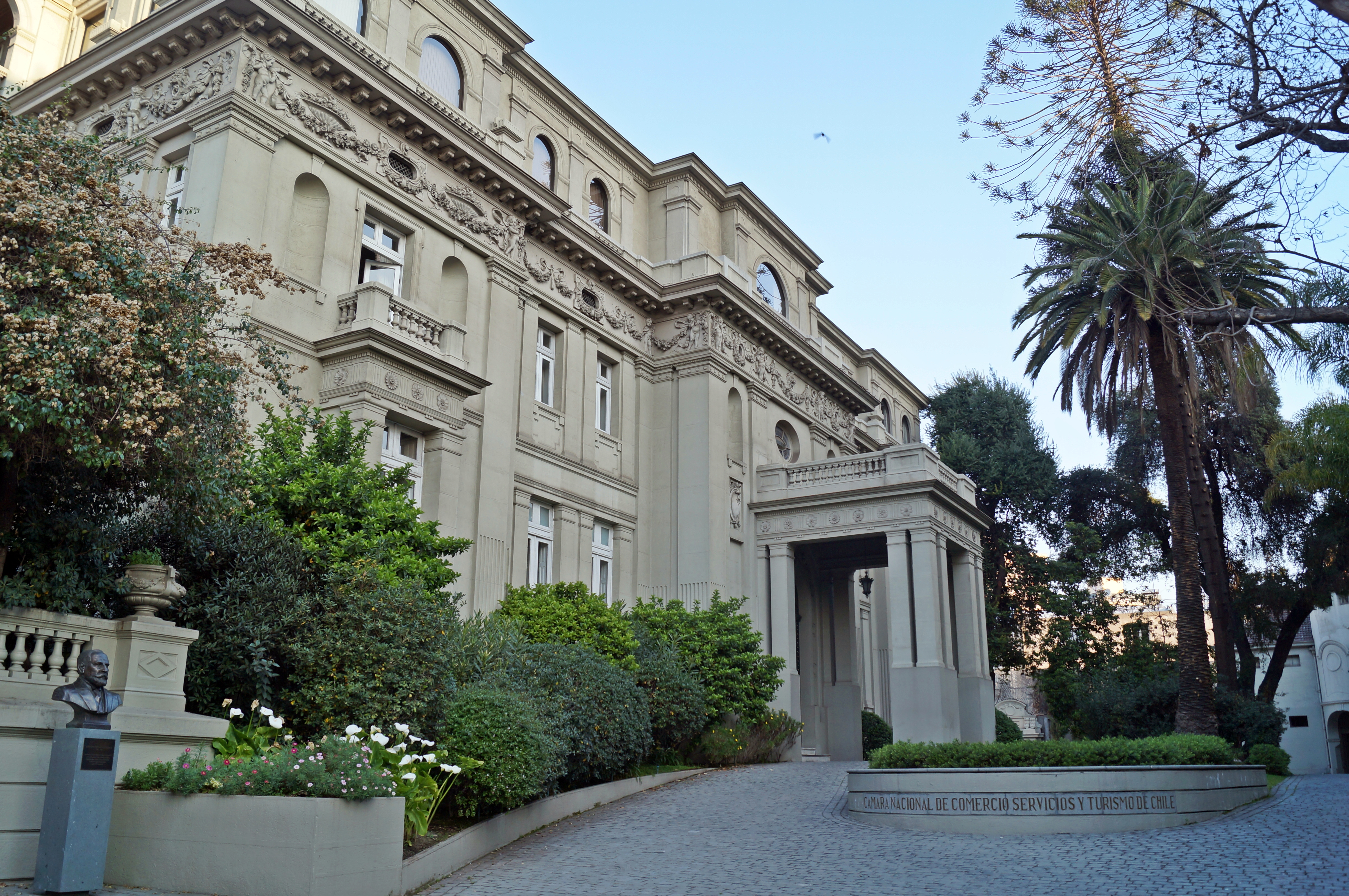
Palacio Bruna en Santiago de Chile. Fue declarado Monumento Nacional en 1995.

Fue militante del Partido Liberal. En las elecciones parlamentarias de 1915 fue electo senador por Antofagasta para el periodo 1915-1921. En el Senado integró la Comisión Permanente de Industria y Obras Públicas y las Comisión de Obras Públicas y Colonización y la de Hacienda en calidad de reemplazante.
En 1917 fue uno de los fundadores del diario La Nación, junto a Eliodoro Yáñez y los también senadores liberales Abraham Gatica y Alfredo Escobar. También se le considera uno de los artífices de la Escuela de Minas de Antofagasta.
La crisis del salitre afectó duramente sus negocios, por lo que debió vender el Palacio Bruna, construido entre 1916 y 1921, al gobierno de Estados Unidos, que lo usó como residencia del embajador y luego como consulado. Posteriormente ejerció varios cargos nombrados por el Gobierno de Chile, como delegado ante la Compañía de Salitres de Chile, miembro del Consejo de Fomento Salitrero (1928) y director del Banco Central de Chile.
Bruna fue también miembro del Club de la Unión, del Club de Viña del Mar y fue presidente del Club de Valparaíso.